# Селенча
Селенча (серб. Селенча) — село в Сербії, належить до общини Бач Південно-Бацького округу в багатоетнічному, автономному краю Воєводина.

## Населення
Населення села становить 3569 осіб (2002, перепис), з них:
- словаки — 2990 — 91,18%;
- роми — 175 — 5,33%;
- серби — 45 — 1,37%;

Решту жителів  — з десяток різних етносів, зокрема: македонці, румуни, німці і з десяток русинів-українців.